# Пойманов Юрій Петрович
Пойманов Юрій Петрович  (30 вересня 1970, Краснодон) — письменник, сценарист, один з авторів 95 кварталу та серіалу «Свати».

## Біографія
Пойманов Юрій Петрович народився 30 вересня 1970 року в Молодогвардійську. Навчаючись в школі, брав активну участь в культурному житті класу та школи: з шостого класу — член агітбригади, з дев'ятого — капітан шкільної команди КВК. Навчався в Луганському державному інституті ім. Т. Шевченка, який закінчив з двома дипломами: філолога й керівника шкільної театральної студії. Свої творчі здібності зреалізовував протягом всього навчання в інституті, будучи актором і сценаристом театру-студії «Ентузіаст» і команди КВК філологічного факультету, який був постійним суперником команди історичного факультету цього ж навчального закладу. Це формувало його стиль «кавеенщика» й дало можливість стояти біля початків Луганського КВК та взяти участь в перших іграх «Ворошиловських стрільців».
У 1992–1999 роках Юрій Пойманов викладав російську мову та літературу в школі-ліцеї № 22 міста Горлівки. Там же керував молодіжною театральною студією «Бесовского чулана». Результатом роботи в школі стала книга «Останні дні», видана під псевдонімом. Згодом за цей твір автор отримав літературну премію ім. Павла Беспощадного.
З 2002 року Юрій Пойманов став професійно займатись журналістикою, працюючи в шести виданнях, випробувавши багато жанрів і тем. В підсумку — віддав перевагу бізнес-аналітиці, пропрацювавши шість років з РІА «Марко Пак».
Одружений із Світланою Поймановою. Мають дочку Аліну.

## Творчість
З 2007 року бере участь в «Кінокварталі», що дозволило йому стати співавтором сценаріїв до фільмів «Привиди», «Свати» та «Кохання у великому місті 2». Про роботу над популярним серіалом «Свати» згадує:
Виявилося, що я не раз бував і в Кучугурах, і в Соснах-3. Правда, називалися вони по-іншому. Мене вчили, а потім були моїми колегами та друзями Ковальови, нехай вони носили й інші прізвища. А моїми родичами, знайомими і знову-таки друзями — численні Будько. А скільки жартів Івана чув я з сотень різних вуст! А зі скількома Митяями зіштовхувала доля! Причому носили вони не тільки пожухлі кепки, а й малинові піджаки, і навіть депутатські значки. А скільком Женям, Микитам і Вікам я ставив до щоденників п'ятірки й двійки! Залишилося лише чесно передати те, чим збагатили мене чудові люди, з якими зводило життя.— Юрій Пойманов
В цьому ж фільмі Юрій Пойманов зіграв епізодичну роль.

## Фільмографія
'Сценарист'
- 2009 — Свати 3
- 2009 — Чудо
- 2009 — Кохання у великому місті (діалоги)
- 2010 — Кохання у великому місті 2 (діалоги)
- 2010 — Свати 4
- 2010 — Новорічні свати
- 2011 — Свати 5
- 2012 — Ржевський проти Наполеона

## Книги
«Останні дні» 2001